# Hieracium gymnocephalum
Hieracium gymnocephalum là một loài thực vật có hoa trong họ Cúc. Loài này được Griseb. ex Pant. mô tả khoa học đầu tiên năm 1873.